# Australotarsius grandis
Australotarsius grandis – gatunek chrząszcza z rodziny kusakowatych i podrodziny kusaków.

## Taksonomia
Gatunek ten opisany został po raz pierwszy w 2009 roku przez Aleksieja Sołodownikowa i Alfreda Newtona na łamach Zootaxa. Wyznaczono go gatunkiem typowym opisanego w tej samej publikacji rodzaju Australotarsius. Jako miejsce typowe wskazano Boar Pocket w australijskim stanie Queensland. Epitet gatunkowy oznacza po łacinie „wielki” i odnosi się do rozmiarów zwierzęcia znacznie większych niż pokrewnego A. tasmanicus.

## Morfologia
Chrząszcz o wydłużonym ciele długości od 13 do 14 mm, ubarwionym błyszcząco brązowo (na tergitach odwłoka z metalicznym połyskiem), w całości gęsto pokrytym punktami ze szczecinkami, przy czym szczecinki na pokrywach są rozmieszczone gęściej niż na głowie i przedpleczu, a na odwłoku są dłuższe i grubsze niż na reszcie ciała. Głowa jest szersza niż dłuższa, o oczach dłuższych niż skronie, pozbawiona listewki nuchalnej. Czułki mają człon dziesiąty nieco krótszy od ostatniego i co najwyżej w połowie tak długi jak dziewiąty. Głaszczki szczękowe mają człon ostatni dłuższy i węziej ścięty niż u A. tasmanicus. Przewężenie szyjne jedynie po bokach jest dobrze zaznaczone. Przedplecze jest nieco szersze niż dłuższe, najszersze pośrodku. Kąty przedplecza są zaokrąglone, a te przednie ponadto wystające lekko ku przodowi. Pokrywy są wyraźnie dłuższe i szersze od przedplecza. Genitalia samca cechują się całobrzegą i lekko asymetryczną paramerą oraz zaokrąglonym na szczycie płatem środkowym edeagusa.

## Ekologia i występowanie
Owad endemiczny dla Australii, znany z Queenslandu i Nowej Południowej Walii. Osobniki dorosłe poławiano do światła, m.in. w nadbrzeżnych zakrzewieniach. 